# Романьї (Манш)
Романьї́ (фр. Romagny) — колишній муніципалітет у Франції, у регіоні Нормандія, департамент Манш. Населення — 1024 осіб (2011).
Муніципалітет був розташований на відстані близько 250 км на захід від Парижа, 75 км на південний захід від Кана, 55 км на південь від Сен-Ло.

## Історія
До 2015 року муніципалітет перебував у складі регіону Нижня Нормандія. Від 1 січня 2016 року належав до нового об'єднаного регіону Нормандія.
1 січня 2016 року Романьї і Фонтене було об'єднано в новий муніципалітет Романьї-Фонтене.

## Демографія
Динаміка населення (INSEE ):
Розподіл населення за віком та статтю (2006):
| Стать | Всього | До 15 років | 15-24 | 25-44 | 45-64 | 65-85 | Понад 85 |
| --- | ------ | ----------- | ----- | ----- | ----- | ----- | -------- |
| Чоловіки | 544    | 73          | 74    | 135   | 192   | 66    | 4        |
| Жінки | 560    | 115         | 57    | 143   | 176   | 65    | 4        |
| \| Статево-вікова піраміда \| Статево-вікова піраміда \| Статево-вікова піраміда \| \| ----------------------- \| ----------------------- \| ----------------------- \| \| Чоловіки \| Вік \| Жінки \| \| 4 \| 85 + \| 4 \| \| 0 \| 80-84 \| 4 \| \| 8 \| 75-79 \| 8 \| \| 29 \| 70-74 \| 24 \| \| 29 \| 65-69 \| 29 \| \| 49 \| 60-64 \| 33 \| \| 61 \| 55-59 \| 65 \| \| 41 \| 50-54 \| 49 \| \| 41 \| 45-49 \| 29 \| \| 53 \| 40-44 \| 41 \| \| 29 \| 35-39 \| 57 \| \| 33 \| 30-34 \| 16 \| \| 20 \| 25-29 \| 29 \| \| 29 \| 20-24 \| 20 \| \| 45 \| 15-20 \| 37 \| \| 37 \| 10-14 \| 45 \| \| 12 \| 5-9 \| 33 \| \| 24 \| 0-4 \| 37 \| |        |             |       |       |       |       |          |
| Статево-вікова піраміда |        |             |       |       |       |       |          |
| Чоловіки | Вік    | Жінки       |       |       |       |       |          |
| 4 | 85 +   | 4           |       |       |       |       |          |
| 0 | 80-84  | 4           |       |       |       |       |          |
| 8 | 75-79  | 8           |       |       |       |       |          |
| 29 | 70-74  | 24          |       |       |       |       |          |
| 29 | 65-69  | 29          |       |       |       |       |          |
| 49 | 60-64  | 33          |       |       |       |       |          |
| 61 | 55-59  | 65          |       |       |       |       |          |
| 41 | 50-54  | 49          |       |       |       |       |          |
| 41 | 45-49  | 29          |       |       |       |       |          |
| 53 | 40-44  | 41          |       |       |       |       |          |
| 29 | 35-39  | 57          |       |       |       |       |          |
| 33 | 30-34  | 16          |       |       |       |       |          |
| 20 | 25-29  | 29          |       |       |       |       |          |
| 29 | 20-24  | 20          |       |       |       |       |          |
| 45 | 15-20  | 37          |       |       |       |       |          |
| 37 | 10-14  | 45          |       |       |       |       |          |
| 12 | 5-9    | 33          |       |       |       |       |          |
| 24 | 0-4    | 37          |       |       |       |       |          |

## Економіка
2010 року серед 661 особи працездатного віку (15—64 років) 460 були активними, 201 — неактивною (показник активності 69,6%, у 1999 році було 71,3%). З 460 активних мешканців працювало 435 осіб (234 чоловіки та 201 жінка), безробітними було 25 (11 чоловіків та 14 жінок). Серед 201 неактивної 45 осіб було учнями чи студентами, 118 — пенсіонерами, 38 були неактивними з інших причин.

У 2010 році в муніципалітеті числилось 442 оподатковані домогосподарства, у яких проживали 1069,0 особи, медіана доходів виносила 17 886 євро на одного особоспоживача